# Thrakomakedones
Thrakomakedones (in greco Θρακομακεδόνες?) è una ex comunità della Grecia nella periferia dell'Attica (unità periferica dell'Attica Orientale) con 4 780 abitanti secondo i dati del censimento 2001.
È stata soppressa a seguito della riforma amministrativa, detta Programma Callicrate, in vigore dal gennaio 2011 ed è ora compresa nel comune di Acharnes.

## Società

### Evoluzione demografica
| Anno | Popolazione |
| ---- | ----------- |
| 1981 | 1.101       |
| 1991 | 3.135       |
| 2001 | 4.780       |

## Amministrazione

### Gemellaggi
- Albanella - Italia